# Akbar Turaev
Akbar Turaev (ur. 27 sierpnia 1989 w Taszkencie) – uzbecki piłkarz występujący na pozycji bramkarza w drużynie Navbahoru Namangan.

## Kariera klubowa
Turaev jest wychowankiem Bunyodkoru Taszkent. Raz z tym klubem zdobył mistrzostwo Uzbekistanu oraz dwukrotnie puchar Uzbekistanu. Obecnie jest zawodnikiem Navbahoru Namangan.

## Kariera reprezentacyjna
Turaev zadebiutował w reprezentacji Uzbekistanu 10 października 2010 roku w zremisowanym 0-0 towarzyskim meczu z reprezentacją Bahrajnu.  Znalazł się w kadrze Uzbekistanu na Puchar Azji 2015.
Stan na 11 lipca 2018
| Reprezentacja | Rok     | Mecze | Bramki |
| ------------- | ------- | ----- | ------ |
| Uzbekistan    | 2014    | 1     | 0      |
| Uzbekistan    | 2015    | 1     | 0      |
| Ogólnie       | Ogólnie | 2     | 0      |

## Sukcesy

### Bunyodkor Taszkent
- Mistrzostwo Uzbekistanu: 2013
- Puchar Uzbekistanu: 2012, 2013